# 단국대학교 축구단
단국대학교 축구부(영어: Dankook University  Football Club)는 대한민국 충청남도천안시에 위치한 대학교 축구부이다. 단국대학교에서 운영하는 대학 축구부이며, 1976년에 창단되었다.

## 우승 기록
- U리그
  - 우승 (2009)
  - 준우승 (2014)
- U리그 왕중왕전
  - 우승 (2022)
- 춘계대학축구연맹전
  - 우승 (2023)
- 추계대학축구연맹전 
  - 우승 (2017)
  - 준우승 (2013, 2019)
- KBSN 1·2학년 대학축구연맹전 
  - 준우승(2019)
- 전국대학축구선수권대회
  - 우승 (2000)
  - 준우승 (2009)
- 전국체전
  - 우승 (2014, 2015)

## 출신 선수
- 김길식 (1997학번)
- 유경렬 (1997학번)
- 윤영선 (2007학번) - 2018 FIFA 러시아 월드컵

- 홍철 (2009학번) - 2010 광저우 아시안게임, 2018 FIFA 러시아 월드컵, 2022 FIFA 카타르 월드컵
- 송시우 (2012학번)
- 오창현 (2012학번) 2014.툴롱컵 국제대회 U-21 국가대표

- 문지환 (2013학번)
- 국태정 (2014학번)
- 조성욱 (2014학번)
- 강정묵 (2015학번)
- 나상호 (2015학번) - 2018 자카르타 팔렘방 아시안게임 우승, 2022 FIFA 카타르 월드컵
- 이유현 (2015학번) - 2017 FIFA U-20 월드컵, 2020 도쿄 올림픽
- 이의형 (2017학번)
- 구본철 (2018학번)
- 이희균 (2018학번)
- 정호연 (2019학번)
- 박승호 (2022학번) - 2023 FIFA U-20 월드컵
- 이승원 (2022학번) - 2023 FIFA U-20 월드컵
- 최석현 (2022학번) -2023 FIFA U-20 월드컵

## 참고 문헌
- “KFA 통합경기정보 시스템”. 대한축구협회.
- 약속의 땅 통영 제59회 춘계대학축구연맹전 출전 선수 명단

## 같이 보기
- 단국대학교